# Karl von Auersperg
Karl Wilhelm Philipp von Auersperg (Praga, 1º maggio 1814 – Praga, 4 gennaio 1890) è stato un politico boemo.

## Biografia
Karl von Auersperg, proveniva da una ricca famiglia principesca boema, ed era figlio del Principe Guglielmo II von Auersperg e di sua moglie, la Contessa Adelheid zu Windisch-Grätz. Egli compì i propri studi nella nativa Praga.
All'avvento dell'era costituzionale, nel 1861, divenne membro del Reichsrat e come rappresentante dei proprietari terrieri liberali, partecipò successivamente alla dieta di Boemia. Egli fu in questo periodo che si batté più volte per contrastare l'aspetto troppo conservatrice di certe falangi di governo o del clero imperante in uno stato come l'Impero Austriaco.
Dal 30 dicembre 1867 divenne in seguito alla nascita dell'Impero austro-ungarico il Primo Ministro della Cisleitania, dimostrandosi un sempre più zelante sostenitore del gabinetto di governo liberale, a capo del quale pose il fratello Adolph. Dimessosi dall'incarico il 24 settembre 1868, si ritirò a vita privata, morendo a Praga il 4 gennaio 1890.
Egli aveva sposato la nobile Contessa Ernestina, figlia di Ernõ János Vilmos Festetics de Tolna, dalla quale però non ebbe figli.

## Araldica
| Stemma | Descrizione                               | Blasonatura |
|        | Karl von Auersperg Principe von Auersperg |             |